# 제시카 거닝
제시카 거닝(Jessica Gunning, 1986년 5월 21일 ~ )은 잉글랜드의 배우이다. 2024년 드라마 《베이비 레인디어》를 통해 프라임타임 에미상 리미티드 시리즈 여우조연상과 골든 글로브상 텔레비전 부문 여우조연상을 수상했다.